# Portrait de Madame Cézanne (Paris)
Pour les articles homonymes, voir Portrait de Madame Cézanne.
Le Portrait de Madame Cézanne est une peinture à l'huile sur toile (81 × 65 cm), réalisée en 1890 par le peintre français Paul Cézanne et représentant Hortense Fiquet. Elle est conservée au Musée de l'Orangerie à Paris.

## Expositions
- Apollinaire critique d'art, Pavillon des Arts, Paris, 1993 — n°24.
- Apollinaire, le regard du poète, musée de l'Orangerie, Paris, 2016 — Sans numéro.